# ITK (gen)
La tirosina-proteína quinasa ITK / TSK, también conocida como quinasa de células T inducible por interleucina-2 o simplemente ITK, es una proteína que en humanos está codificada por el gen ITK . ITK es un miembro de la familia de quinasas TEC y se expresa altamente en células T.

## Función
Este gen codifica una tirosina quinasa intracelular expresada en células T. Se cree que la proteína juega un papel en la proliferación y diferenciación de las células T. ITK es funcionalmente importante para el desarrollo y la función efectora de las células T h 2 y T h 17 . 
Se demostró que los ratones que carecen de ITK no son susceptibles al asma.

## Estructura
Esta proteína contiene los siguientes dominios, que a menudo se encuentran en las quinasas intracelulares:
- N-terminal - PH (dominio de homología de pleckstrina)
- TH - Dominio de homología de la familia Tec (incluido el motivo rico en tirosina quinasa Cys de Bruton y la región rica en prolina)
- SH3 - (homología Src 3)
- SH2 - (homología Src 2)
- C-terminal - tirosina quinasa, dominio catalítico

## Interacciones
Se ha demostrado que ITK (gen) interactúa con:
- FYN
- Grb2
- KHDRBS1
- KPNA2
- LAT
- LCP2
- PLCG1
- PPIA
- WAS